# 小行星5856
小行星5856（英語：5856）是一颗围绕太阳公转的小行星。1994年1月5日，上田清二、金田宏在钏路市发现了此天体。
这颗小行星的绝对星等为287.6131647792981等。